# Kalàvrita
Kalàvrita (en grec: Καλάβρυτα) és una ciutat i un municipi a la part muntanyosa centre-est de la unitat regional d'Acaia, Grècia. La ciutat està situada a la riba dreta del riu Vouraikos, a 24 quilòmetres al sud d'Ègion, a 40 km al sud-est de Patres i a 62 km al nord-oest de Tripolitza. Les muntanyes més notables del municipi són el mont Erymanthos a l'oest i Aroania o Chelmos al sud-est. Kalàvrita és la terminal sud del ferrocarril cremallera Diakopto-Kalàvrita, construït per enginyers italians entre el 1885 i el 1895.

## Història
Kalàvrita està construït prop de l'antiga ciutat de Cineta.
Durant l'edat mitjana, la ciutat va ser el centre de la Baronia de Kalàvrita dins del Principat d'Acaia, fins que va ser reconquerida pels romans d'Orient a la dècada del 1270. Després d'això, va romandre sota control romà d'Orient fins a la caiguda del despotat de Morea a mans dels turcs otomans el 1460. Amb l'excepció d'un període de 30 anys de control venecià, la ciutat va romandre sota domini turc fins a l'esclat de la Guerra d'independència de Grècia el 1821, en les primeres etapes de la qual es troba Kalàvrita de manera destacada: el 21 de març de 1821 es va alçar la bandera de la revolta al Monestir de la Santa Laura pel bisbe Germà de Patres.

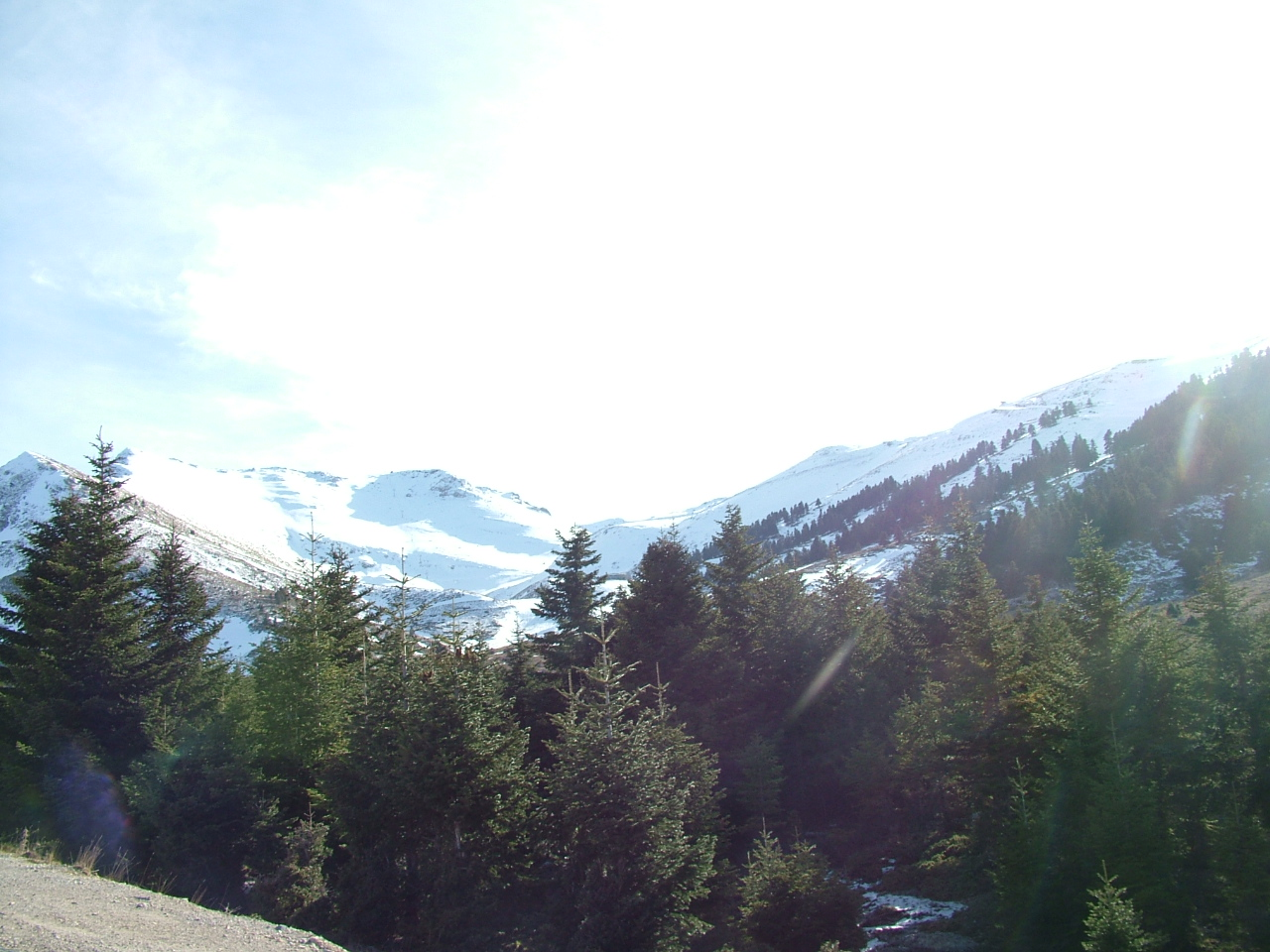
Mt Chelmos a prop de Kalàvrita

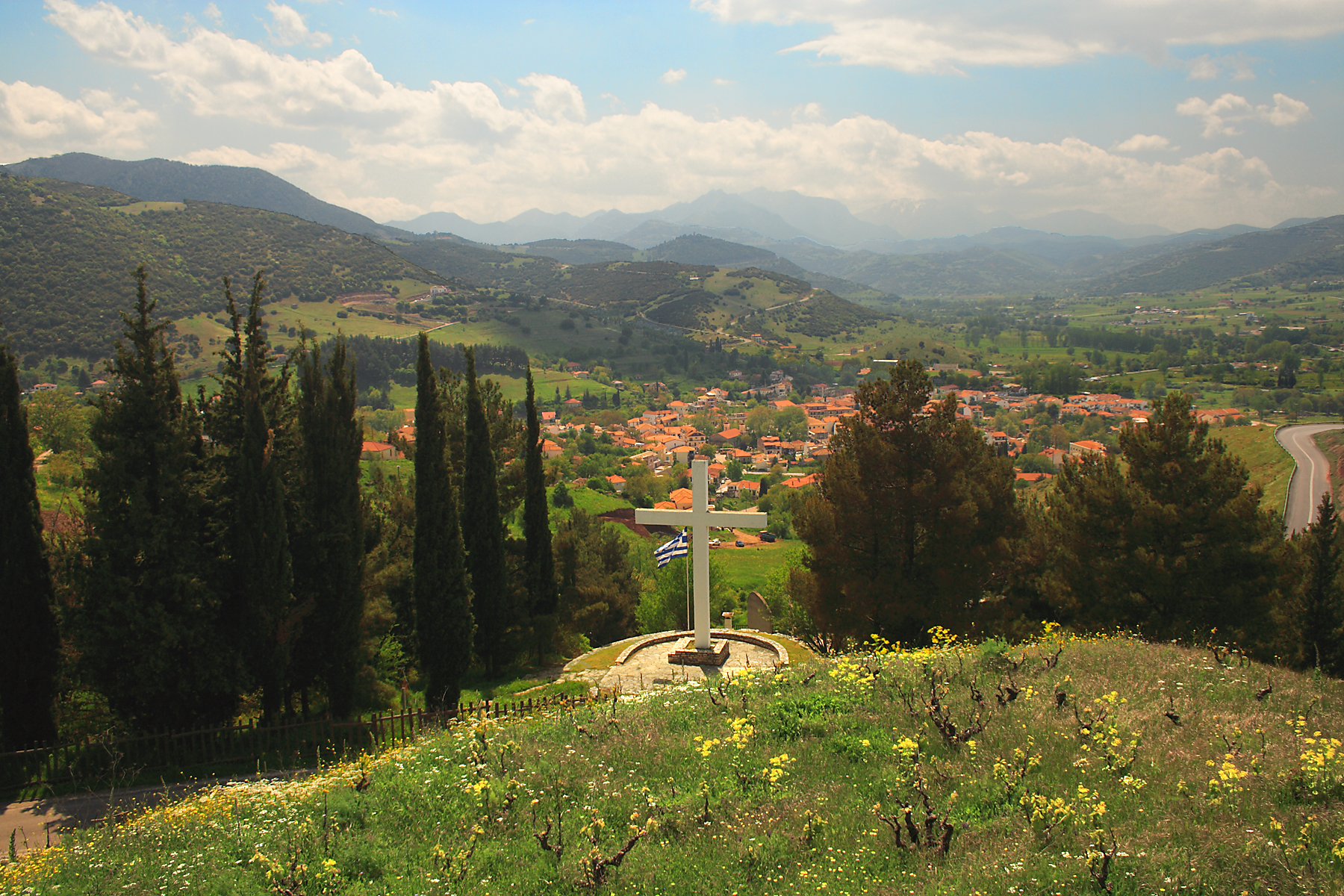
Kalàvrita

A finals de 1943, prop de Kalàvrita, 81 soldats alemanys, dirigits per Hauptmann Johannes Schober, van ser capturats per partisans grecs. Quatre alemanys van morir in situ. Tres van ser traslladats a l'hospital de Kalàvrita, però després van ser afusellats pels furiosos partisans. La resta va ser tractada inicialment com a presoners de guerra fins que la majoria van morir a trets i alguns es van precipitar sobre el penya-segat prop de Mazi per la força dels trets. Dos presoners alemanys van sobreviure a l'execució i van donar l'alarma l'endemà 8 de desembre de 1943.
El 13 de desembre de 1943, en revenja per l'assassinat dels soldats alemanys capturats, va tenir lloc l'anomenada "Massacre de Kalàvrita". Les tropes alemanyes van ordenar a tots els homes residents a Kalàvrita, majors de 14 anys, que es reunissin en un camp als afores del poble. Unes 1300 dones i nenes van ser tancades en una escola que després va ser cremada mentre els homes miraven des d'un turó a l'exterior del poble. Afortunadament per a les dones, un soldat austríac va obrir la porta de l'edifici i les dones i les nenes van aconseguir escapar. Els alemanys van disparar al soldat que els havia alliberat. Llavors, 696 nois i homes van ser metrallats. Només van sobreviure 13. Després d'això, van cremar la ciutat abans de marxar i l'endemà van cremar el monestir d'Agia Lavra, el lloc d'inici de la guerra d'independència grega.
Després de la guerra, el govern federal d'Alemanya va oferir gestos d'expiació en forma de llibres escolars gratuïts per a l'escola secundària, beques per a orfes de la massacre i la construcció d'una casa de jubilats. Tanmateix, els comandants alemanys, inclòs el major Ebersberger, que va dur a terme la destrucció de Kalàvrita i Hauptmann Dohnert, mai van ser posats a disposició judicial pels seus crims.

## Administració
La municipalitat de Kalàvrita es va formar el 2011 en la reforma del govern local, per fusió de 4 antigues municipalitats que van esdevenir unitats municipals:
- Aroania
- Kalàvrita
- Kleitoria
- Paion

La municipalitat té una superfície de 1.058.147 km², i la unitat municipal de 531.797 km².
Kalàvrita fou anteriorment una província (Grec: Επαρχία Καλαβρύτων) amb el mateix territori que la actual municipalitat i fou abolida el 2006.

## Personatges
- Asimakis Fotilas] (1761–1835), polític i revolucionari de la independència
- Nikolaos Petimezas, capitost i revolucionari de la independència
- Anastasios Charalambis (1862–1949), oficial militar, primer ministre interí de Grècia per 1 dia el 1922.
- Andreas Zaimis, revolucionari de la independència